# Coll de Forclaz
El Coll de Forclaz és un coll situat als Alps suïssos, al cantó de Valais, concretament entre la vila de Martigny i el poble de Le Châtelard (al municipi de Finhaut). La seva importància rau a ser la via de comunicació amb França, en concret amb la vila de Chamonix a l'Alta Savoia, ha estat un lloc de pas des d'antic, durant el segle xix s'hi va construir un camí apte per als carros i diligències, que més tard va esdevenir una carretera, alhora s'hi va construir una via de ferrocarril de muntanya. El coll separa les valls del Roine, al costat suís, de la vall de l'Arve, al costat francès (tot i que el coll és totalment dins territori helvètic), i té unes vistes impressionants vers els dos costats. El coll arriba als 1526 m i un pendent de fins al 9%, a la baixada, als 1279 metres, hi ha el poble de Trient. El nom Forclaz també ha servit perquè la marca de material esportiu francesa Decathlon l'hagi utilitzat en diversos dels seus productes per a excursionistes.